# Hyaenodon
Hyaenodon ("hijenozubi") je izumrli rod iz porodice Hyaenodontidae, unutar skupine Creodonta. Ta je porodica bila endemična za sve kontinente osim Južne Amerike, Australije i Antarktika, a njeni predstavnici živjeli su prije 42 i 15,9 milijuna godina, što znači da su na Zemlji postojali nekih 26,1 milijuna godina.

## Morfologija
Neke vrste roda Hyaenodon spadale su u najveće kopnene sisavce mesojede svog vremena; neke druge bile su veličine kune. Hyaenodon je bio jedan od najkasnijih rodova porodice Hyaenodontidae i živio je od kasnog eocena do ranog miocena. Ostaci mnogih vrsta tog roda pronađeni su u Sjevernoj Americi, Europi, Aziji i Africi (do 1993. izdvojene su 42 vrste).
Tipično za rane sisavce mesojede, Hyaenodon je imao vrlo veliku lubanju, ali vrlo malen mozak. Lubanja mu je bila duga s uskom njuškom i mnogo veća u odnosu na dužinu lubanje kod, na primjer, pasa. Vrat mu je bio kraći od lubanje, a tijelo je bilo dugo i snažno građeno i završavalo je dugim repom. Imao je po četiri prsta na stopalima. Unatoč svom nazivu, Hyaenodon nije bio u srodstvu s hijenama.
Prosječna težina odrasle ili gotovo odrasle jedinke H. horridus, najveće sjevernoameričke vrste, procjenjuje se na 40 kg, a moguće je i da je prelazila 60 kg. H. gigas, najveća vrsta roda Hyaenodon, bila je mnogo veća, s težinom od 500 kg i dužinom od oko 3 metra. Za H. crucians iz Sjeverne Amerike (rani oligocen) procjenjuje se da je težio samo 10 do 25 kg. H. microdon i H. mustelinus, također iz Sjeverne Amerike (kasni eocen) bili su čak i manji, s težinom od oko 5 kg.

## Rasprostranjenost i vrste
U Sjevernoj Americi su u kasnom oligocenu posljednji Hyaenodoni nestali zajedno s vrstama poput H. brevirostris, dok su u Europi nestali još u ranom oligocenu. Iz miocenske Afrike poznate su tri vrste (H. andrewsi, H. matthewi i H. pilgrimi), ali ni jedna od njih nije dosezala dimenzije azijskih vrsta kao što su H. gigas i H. weilini.

## U popularnoj kulturi
- Hyaenodon se pojavljuje u epizodi serije Šetnja sa zvijerima, u kojoj napadne Indricotheriuma i Chalicotheriuma.
- U Pellucidaru (Edgar Rice Burroughs), drugoj knjizi iz serije koja se odvija u središtu Zemlje, David Innes usvoji jednog Hyaenodona kao kućnog ljubimca i nazove ga Raja.
- U djelu Zemlja koju je vrijeme zaboravilo (The Land That Time Forgot), čiji je autor opet Burroughs, radnja se odvija na izmišljenom otoku Caprona, gdje Lys napadnu tri Hyaenodona, a u blizini se nalazi još jedna mrtva jedinka.
- Hyaenodoni, koji se putem vremenske anomalije pojave u 6. epizodi 4. sezone serije Primeval, teroriziraju vjenčanje Jenny Lewis.
- U TV programu Prehistoric Predators - Razor Jaws[6] prikazan je Hyaenodon horridus koji s nekoliko ugriza za lubanju ubije Dinictisa. Radnja se odvija u današnjoj Sjevernoj Dakoti.[7]